# Strada Cankar
Strada Cankar (in sloveno Cankarjeva cesta) è una strada situata nel centro di Lubiana, la capitale della Slovenia.

## Storia
Nel 1876 la strada è stata intitolata a Francesco Giuseppe I d'Austria, successivamente nel 1919 venne intitolata a Alessandro I di Jugoslavia. Nel 1946 la strada venne invece ribatezza in Strada Cankar in onore di Ivan Cankar, scrittore e poeta sloveno. La strada collega il parco Tivoli al castello di Lubiana.
È stata rinnovata  nel 2015 per una cifra di 823 920 €.

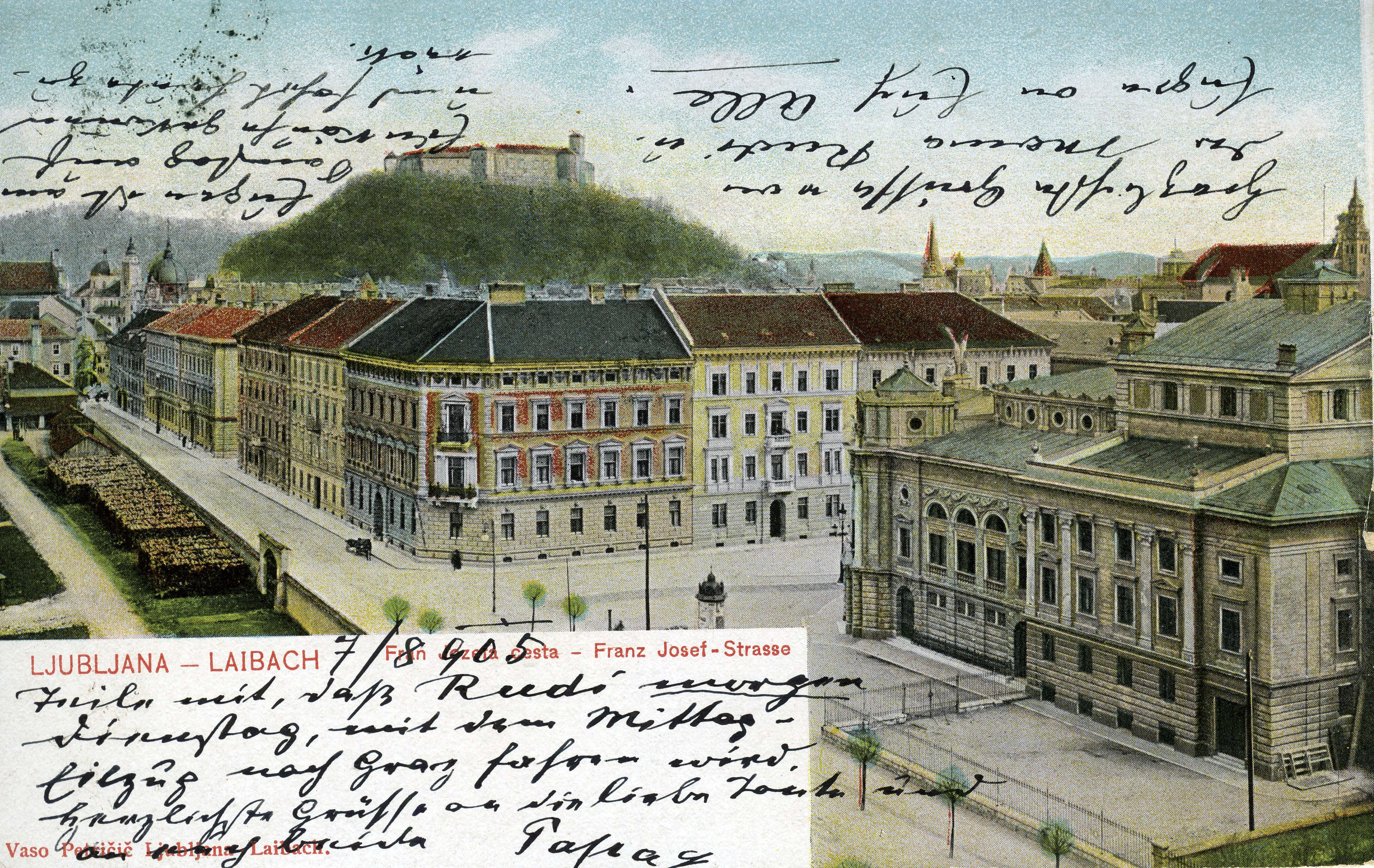
Strada Francesco Giuseppe nel 1905

## Descrizione
Incrocia strada Slovenia, via Čop e strada Bleiweis. Lungo la strada vi si possono trovare il teatro dell'Opera di Lubiana, la galleria nazionale della Slovenia e la galleria moderna.